# Chrysichthys helicophagus
Chrysichthys helicophagus är en fiskart som beskrevs av Roberts och Stewart, 1976. Chrysichthys helicophagus ingår i släktet Chrysichthys och familjen Claroteidae. IUCN kategoriserar arten globalt som sårbar. Inga underarter finns listade i Catalogue of Life.